# تبکورپ هلدینگ
تبکورپ هلدینگ (انگلیسی: Tabcorp Holdings) شرکت سرگرمی استرالیایی است، که در سال ۱۹۹۴ تأسیس شد.